# 킬 오더
《킬 오더》(The Kill Order)는 제임스 대시너의 소설로, 메이즈 러너 시리즈의 네 번째 작품이자 전편 삼부작의 프리퀄이다. 0부에 해당하며, 본편에 나온 플레어 바이러스의 기원을 다룬다.
국내에서는 영화 개봉에 맞춰 시리즈 3권과 프리퀄 1편까지 한국어판이 정식 발매되었다. 출판사는 문학수첩, 역자는 공보경. 0부이기는 하지만 위키드와 플레어 바이러스의 기원을 다루었기 때문에 1~3부를 보지 않았다면 다소 스포일러처럼 느껴질 수 있는 내용이 있으므로 3부까지 읽고 난 후 읽는 것을 추천한다.

## 등장인물
- 마크

이번 작의 주인공으로 17세 정도의 소년이다. 트리나와는 어렸을 때부터 같이 자란 동갑내기 소꿉친구 사이. 매디슨이라는 이름의 여동생이 있다. 태양 플레어가 일어난 날 트리나와 지하철을 타고 가다가 정전된 지하철에서 나온 뒤 알렉에 의해 태양 플레어라는 것을 알게 된다. 트리나를 남 몰래 짝사랑하고 있지만 별로 진전은 없던 듯하다. 플레어 이후에는 연인 사이가 된 것으로 보인다.
- 트리나

이번 작의 히로인으로, 마크와 동갑내기 소꿉친구 사이인 짧은 금발의 소녀이다. 어린아이인 디디를 잘 돌봐준다. 굉장히 예쁘다는 묘사가 계속해서 등장한다.
- 알렉

이번 작의 주인공 3. 국방부의 파일럿 출신으로, 좀처럼 웃지 않는다. '늙은 곰'에 자주 비유되며, 마크가 그를 '할아버지'라고 부르는 것으로 미루어 볼 때 5~60대 정도인 것으로 추정된다. 태양 플레어가 일어난 직후 터널에서 마크와 트리나를 처음 만나 이후 마크와 일행들의 목숨을 수도 없이 구해주었다고 한다. 병장님이라고 부르는 것을 극도로 싫어한다.
- 라나

과거 알렉과 12년을 일해온 검은 머리의 통통한 여성으로 군 간호사 출신이다. 알렉의 후임으로 알렉보다는 젊지만 마크의 부모님보다는 나이가 많다. 알렉과는 각별한 사이. 알렉과 함께 터널에서 마크와 트리나를 처음으로 만난다.
- 디디

이미 쑥대밭이 된 어떤 마을에서 마크 일행과 마주친 어린 소녀. 이후 마크 일행과 함께 이동하게 된다.
- 다넬

태양 플레어 현상 이후 마크가 만난 친구 1. "평생 진지함이라곤 몰랐을 것 같은 가벼운 녀석이었다."라는 말이 등장할 정도로 명랑한 성격이다. 알렉은 다넬과 미스티, 토드를 '광대 삼남매'라고 부른다. 버그의 습격 이후 제일 먼저 화살을 맞았고, 얼마 뒤 사망한 다른 사람들과는 다르게 엄청난 두통을 호소하며 마크와 알렉이 버그를 추락시킨 후 다시 마을로 돌아왔을 때까지도 살아 있었다. 두 사람이 돌아온 후 다넬은 "내 머리! 내 머리!"라는 말만을 반복하다 무언가로 문을 치는 소리가 나고 그대로 사망한다.
- 미스티

태양 플레어 현상 이후 마크가 만난 친구 2. 키가 크고 마른 체격에 붉은 머리카락을 길게 기른 소녀. 이 이름이 본명인지는 모른다. 알렉은 다넬과 미스티, 토드를 '광대 삼남매'라고 부른다. 다넬이 사망하고 얼마 뒤 감염증상을 호소하며, 토드의 말에 따르면 다넬처럼 엄청난 두통을 호소하며 사망했다고 한다.
- 토드

태양 플레어 현상 이후 마크가 만난 친구 3. 알렉은 다넬과 미스티, 토드를 '광대 삼남매'라고 부른다. 토드는 이름은 아니고 별명인데, 토드(Toad)는 영어로 두꺼비라는 뜻이다. 별명처럼 키가 작고 몸집이 옆으로 딱바라졌다. 감염증상을 나타낸 미스티를 혼자 두지 못하고 홀로 남아 그녀를 돌보다 미스티가 사망한 이후 마크 일행을 따라온다. 역시나 이때는 두통을 호소하고 있었으며, 머릿속에 무언가 있다고 말한다. 보다못한 알렉이 그를 끌고 숲으로 들어가고, 정황상 알렉이 목숨을 끊어주었다고 추정 중.
- 백스터

마크의 과거 회상에서 등장하는 13세 정도의 소년으로, 터널에서 만난 아이들 중 가장 어리다. 마크는 백스터에게 꽤 호감을 느꼈다고 한다. 남은 삶이 얼마 안 되더라도 백스터와 친해질 시간은 있었으면 좋겠다는 서술이 있다. 마크 일행이 링컨 빌딩에 머물고 있을 때 강도 두목의 총에 맞아 죽는다.

## 줄거리
본작은 1년 전의 사건과 현재의 사건이 마크의 꿈을 통해 액자식으로 구성되기에 다른 시리즈와는 달리 문단을 구분하여 작성한다.

### 프롤로그
미로로 보내지기 직전 기억 제거 수술을 받는 토머스와 그 토머스를 지켜보는 테리사가 잠깐 등장한다. 본작의 이야기는 토머스가 미로로 보내지기 13년 전의 시점에서 진행된다.

### 본편 1
마크는 오랜만의 한기를 느끼며 잠에서 깨어난다. 알렉을 깨우기 위해 신발을 던지며 장난치던 마크는 곧장 트리나를 찾기 위해 옷을 챙겨 입는다. 정착촌의 골목을 지나는 마크. 애팔래치아 산맥 중턱의 작은 정착촌은 태양 플레어 이후 건설업자들이 합류하기 전의 기울어진 판잣집들이 여기저기 보인다.
오늘도 산 중턱에서 책을 읽고 있던 트리나를 찾은 마크는 나무 뒤에 숨어서 트리나를 지켜보다가 트리나의 농담에 슬쩍 나온다. 마크는 트리나의 농담에 할 말을 잠시 잃기는 했지만 두 사람은 이야기를 시작한다.
얼마 뒤 다시 중앙 오두막으로 돌아온 마크는 어디 있다 왔냐는 라나의 잔소리를 들으며 아침식사를 준비하기 시작한다. 이때 다넬과 미스티, 토드가 차례로 들어오고, 다넬과 토드는 팬티(...)를 놓고 실랑이를 벌이다 토드의 말에 모두가 웃는다. 이때, 갑자기 하늘에서 들려오는 엔진 소리에 웃음은 끊기고 만다.
서둘러 달려나간 사람들은 버그(비행선)를 보게 되고, 구원의 희망을 잡고 버그의 가까이로 가지만, 버그의 승강구가 내려가며 그 안에 있던 사람들이 마을 사람들에게 화살을 쏘기 시작한다. 사람들이 모두 도망치는 와중에 다니엘이 화살에 맞고, 트리나, 라나, 미스티 등과 함께 다니엘을 옮기며 도망치던 도중, 알렉의 콜을 받고 온 마크는 권총을 받아들고, 갈고리 발사기를 이용해 버그에 올라가는 알렉을 엄호한다. 그리고 마크도 우여곡절 끝에 버그에 오른다.
알렉은 조종실로 가기 위해 망치로 문을 부수기 시작하고, 마크는 따로 무기로 쓸만한 것을 찾는다. 그러던 중 VC321xb47이라는 표식이 붙은 상자를 보게 된다. 그리고 문을 부순 알렉과 마크는 조종실로 달려가서 조종사들을 추궁하지만, 조종사들은 명령만 따른다며 대답하지 않고 버그를 추락시켜 버린다. 그 도중 마크는 무언가에 머리를 맞고 정신을 잃는다.

### 1년 전 이야기 (1)
마크는 트리나와 함께 지하철 안에서 대화를 나눈다.
한창 얘기하는 도중 지하철이 갑자기 멈추어 버린다. 둘은 승객들이 빠져나간 뒤에도 다시 지하철이 작동될 때까지 기다리다가 바깥으로 나가서 무슨 일인지 알아보자는 트리나의 제안을 마크가 받아들인다.
마크가 철로를 따라가는데, 어느 역에서 전례없던 대형 플레어 현상으로 인해 사람들이 끔찍한 모습으로 죽어가거나  죽은 걸 보고 반대방향으로 도망친다.

### 본편 (2)
알렉이 마크를 깨우고, 둘은 버그 안의 물품을 수색하다 지도가 든 워크패드를 발견하고, 알렉이 이것을 챙긴다. 두 사람은 3일쯤 걸려서 마을로 돌아온다.
마을로 들어서기 전 알렉은 마크에게 경솔하게 행동하지 않겠다는 약속을 받아낸다. 그리고 마을 사람들에게 자신들이 마을에 없던 시간 동안의 일을 물어본다. 트리나가 달려와 다른 사람들과는 다른 다니엘의 증상을 알려준다. 그러면서 판잣집 하나의 문을 막아놓은 집을 보여주는데, 트리나의 말로는 다니엘 자신이 이렇게 해 달라고 했다고.
다니엘은 얼마 간 "내 머리! 내 머리!"라고 소리를 지르다 머리로 문을 세게 치는 소리가 나면서 사망한다.
곧이어 셋은 미스티와 토드, 라나를 찾고, 무슨 일이 일어났는지 대충 알았으며, 워크패드로 그들의 본부로 추정되는 곳을 찾았다며 그곳으로 이동하자고 한다. 짐을 싸던 도중 미스티가 감염을 호소하게 되고, 미스티를 두고 떠날 수 없다는 토드를 제외한 4명만이 길을 떠난다.
저녁을 먹고 잠이 든 마크는 꿈을 꾸게 된다.

### 1년 전 이야기 (2)
터널을 따라 이동 중인 마크와 트리나.
트리나는 그 와중에 인스턴트식품 상자 하나를 --멀쩡한지는 모르겠지만-- 얻었다. 그러던 중 뒤에서 누군가 따라오는 소리가 나고, 둘은 저장고로 숨지만 그곳에 살던 갱단에게 발각당한다. 그때, 알렉이 들이닥쳐 갱들을 제압하고, 두 사람에게 동행을 제의한다.
10분동안 생각한 마크는 알렉에게 의지해야겠다고 결론내린다. 알렉은 두 사람에게 위에서 태양 플레어 현상이 일어났다고 설명해주고, 지금 당장 무얼 해야 하는지 알려준다. 그리고 같이 떠난다.

### 본편 (3)
버그 벙커로 이동하던 일행은 잠시 휴식시간을 가진다.
알렉과 라나가 바이러스의 전염성을 염려하여 접근 금지 명령을 내린 탓에 트리나는 마크를 몰래 데리고 나와 포옹한다. 그날 저녁, 알렉은 라나와 같이 베껴 그린 지도와 워크패드의 원본을 비교하며 위치를 확인--하며 자신의 천재성을 자축--한다. 그날 밤에도 마크와 트리나는 나머지 일행이 잠들 때까지 기다리다 다시 포옹한다.
얼마 뒤, 갑자기 숲에서 정체를 알 수 없는 소리가 들려오고, 마크는 경계를 늦추지 않고 여차하면 일행을 깨울 기세로 숲을 주시한다. 소리의 주인공은 토드. 이미 감염 증세를 호소하는 중이다. 마크는 서둘러 일행을 깨워 무슨 일인지 간접적으로 (토드에게 최대한 구체적으로 질문한다) 알려준다.
라나의 설득으로 토드는 최대한 차분하게 상황을 설명해보지만, 얼마 안 가 다시 흥분하게 되고, 보다못한 알렉이 토드를 끌고 숲으로 들어간다. 정황상 알렉이 목숨을 끊어준 듯.
다음 날 아침.
일행에게 바이러스에 대해 예측했던 바를 수정해야겠다고 말하는 알렉과 라나. 미리 둘이서 얘기했던 것과 함께 토드를 언급하는 알렉. 어쩔 수 없었다고 설명하는 알렉에게 트리나가 반박한다.
다시 출발하는 일행. 가는 도중 정착촌을 발견하고 들어가보려 하지만, 이미 이곳도 감염되어 시체가 쌓여 있는 상태였고, 일행은 서둘러 떠나려 한다. 그때 마크가 소녀 (디디)를 발견하고 일행에게 알린다. 알렉은 감염을 대비해 가까이 가지 마라고 하고, 트리나가 소녀에게 다가가 이름 등을 물어보고 마을에 무슨 일이 일어났는지 물어본다. 그 와중에 디디의 팔에서 화살에 맞은 상처를 발견한다. 감염의 위험 때문에 주저하긴 했지만 디디를 데리고 가기로 한 일행. 자신들이 가는 방향과 디디가 가리킨 "도망친 마을 사람들이 간 곳"이 비슷해서인지 마크는 꺼림칙한 기분을 느낀다.

### 1년 전 이야기 (3)
백스터 등 일행과 같이 달리고 있는 마크와 트리나. 알렉은 링컨 빌딩 (주변에서 제일 높다고 한다. 해수면이 상승해 물이 지하철 터널까지 밀려 들어오기 때문에 최대한 높이 올라가야 한다고)으로 올라가야 한다고 설명하며 계속 달린다.
옛 지하철 구역으로 진입한 일행은 링컨 빌딩을 얼마 남겨두지 않은 상태에서 폭도들과 싸우기 시작한다. 한창 싸움이 일어나던 도중 큰 소리가 나고, 그쪽을 쳐다본 마크는 경악한다. 물이 밀려들어오기 시작했다.

### 본편 (4)
마크는 조용히 깨어난다.
이전 문단의 내용을 그대로 꿈으로 꾼 탓에 마크의 얼굴에 식은땀이 가득한 걸 본 트리나가 괜찮냐고 물어보고, 마크는 표정관리를 하면서 괜찮다고 하지만 이미 알아챈 트리나. 아래는 그 대화의 전문이다.
>(얼굴에 식은땀이 서린 마크를 트리나가 지켜보는 중이다)
>
>트리나 : 괜찮아?
>마크 : 어... 음... 좋은 아침이야, 트리나.
>트리나 : 마크, 나 바보 아니야. 무슨 일인지 빨리 말해.
이후 마크는 트리나에게 꿈 얘기를 전부 해 준다. 트리나도 이미 알고 있는 듯, 그런 꿈은 그만 꿨으면 좋겠다고는 하지만 그게 쉽지 않다고 대답해준다.
다시 출발한 일행은 버그 벙커와 가까워졌고 그곳에서 경비대를 내보냈을 수 있으니 조심해야 한다는 알렉의 말에 따라 숲에 최대한 몸을 숨겨 이동한다. 잘 자리를 잡던 일행은 근처에서 갑자기 들려오는 노랫소리에 놀라고, 마크와 알렉이 수색하려고 한다. 디디는 자신을 버리고 간 마을 사람들이라고 말해주며, "귀가 없는 못생긴 아저씨"를 조심하라고 한다.
둘은 몰래 숨어서 지켜보다 모닥불을 피워놓고 의식을 하던 사람들에게 발각되고, --눈치 없이-- 디디를 왜 버리고 갔냐고 물어본 마크 때문에 잡히게 된다. 알렉은 끝까지 저항하면서 끌려가다 마크의 한마디에 저항을 멈추고, 사람들의 우두머리인 귀와 머리카락이 없는 남자 제디다이아에게 마귀들이 태양 플레어와 버그의 화살로 자신들에게 징벌을 했으며, 디디가 그 마귀들을 조종한다고 이야기한다. 이에 두 사람은 두 달 전이라는 대에 놀라 자신들의 마을과의 차이점을 설명하며 추가 정보를 달라고 하지만, 주변에서 섬뜩한 고함 소리가 들려오고, 제드는 피를 토하며 죽어버린다.
두 사람은 곧장 밧줄을 풀고 일어나 모닥불에서 장작 하나씩을 꺼내들고 도망치기 시작한다. 감염자들을 돌파하며 야영지로 돌아간 둘은 나머지 세 사람이 사라졌다는 것을 알게 되고, 주변을 수색한다. 그리고 단서들을 종합한 끝에 세 사람이 버그의 본부로 먼저 갔다는 결론을 얻고, 버그의 본부로 이동하기 시작한다.
곧장 벙커가 있는 계곡에 도착한 두 사람은 계곡을 수색하지만 벙커의 입구를 찾지 못한다. 그때 마크가 땅이 움직이는 것을 감지하고, 알렉은 이게 회전식 착륙장이며 이게 이 벙커로 들어가는 유일한 입구인 듯하다고 말하며 곧장 마크와 같이 아래의 통로로 뛰어내린다.
벙커를 수색하던 두 사람은 어느 방에서 한 남자를 만나게 되고, 그에게서 라나 일행을 감염자들에게 내주었다는 언급을 듣는다. 알렉은 일단 잠을 좀 자야 한다며 마크를 먼저 재우고, 마크는 꿈을 꾸게 된다.

### 1년 전 이야기 (4)
빠른 물살에 휩싸인 일행은 조심조심 링컨 빌딩으로 향하는 계단으로 이동한다.
마지막으로 올라오던 백스터가 물살에 휩쓸릴 위기에 처하자 알렉이 내려가 백스터를 잡아주고, 곧이어 나머지 일행들이 두 사람이 올라오는 것을 도와준다. 알렉이 빌딩으로 통하는 문을 밀고 문이 활짝 열린다.

### 본편 (5)
마크를 깨우는 알렉. 알렉이 워크패드를 켜 놓고 잔 탓에 워크패드의 배터리가 나가버렸다. 두 사람은 그 남자가 말한 강당으로 이동하여 회의를 엿보기 시작한다.
브루스라는 남자가 강단에 올라서서 플레어 후 연합정부가 자신들에게 이 바이러스 (플레어)를 퍼트리라고 명령했고, 바이러스가 변화하기 시작하자 자신들을 버렸으니 애슈빌 건물의 평면 이동문을 통해 알래스카로 쳐들어가자고 선전한다. 두 사람이 빠져나가려는 그때, 브루스가 두 사람을 가리키며 연합정부의 첩자들을 잡으라고 말한다.
도망친 두 사람은 버그 격납고 주변에서 포위당하고, 격납고 쪽의 사람들을 뚫고 나간다. 문을 잠근 두 사람은 버그에 올라타고, 알렉은 바로 조종실로 향한다. 마크가 문을 닫는데, 갑자기 버그 조종사가 올라오고, 마크는 아드레날린에 의지해 싸우다가 순간적으로 정신이 마비되어 조종사를 해치문과 버그의 벽 사이에 끼어 죽이려다 정신을 차리고 그를 다시 밀어낸다.
조종실로 간 마크는 창문 유리를 깨고 들어오려는 사람을 막으려 하지만, 오히려 자신도 끌려나가게 된다. 알렉의 도움으로 그를 떨어뜨린 마크는 식사를 하며 자신도 감염된 것 같다고 알렉에게 말한다.

### 1년 전 이야기 (5)
링컨 빌딩으로 올라오고 몇 주 뒤, 마크는 백스터의 발소리에 깨어나고, 저 아래에서 요트가 돌아다닌다는 소리에 서둘러 내려간다. 요트가 빌딩에 도착하고, 강도들이 내린다. 강도 두목이 일행을 위협하고, 자신을 무시하는 알렉에게 화가 난 두목이 백스터를 쏘아 죽이게 된다.
강도 두목은 식량과 연료를 가지고 내려오라고 한다. 두목이 원하는 만큼 물품이 쌓이고, 알렉은 두목을 제압해 떨어뜨린다. 그리고 물품을 실은 뒤 일행을 데리고 도망치지만, 두목이 수영해서 쫓아온다. 마크가 그를 겨우 떨어트린다.

### 본편 (6)
라나 일행을 구하기 위해 버그를 뒤지며 무기를 찾는 마크&알렉. 마크가 어떤 상자를 찾아내고, 자물쇠를 따서 열어 본다. 알렉은 그 안의 무기를 보고 감격한다. 알렉은 마크가 잠든 사이 라나 일행을 찾았다고 하며 그곳으로 이동한다. 둘은 곧 근처 공터에 버그를 세우고 짐을 챙겨 세 사람을 구하러 떠난다.
집들을 차례차례 수색하는 두 사람. 마크는 수색하면서 본 광인들을 떠올리며 라나 일행을 걱정하는 그때, 비명 소리가 들려온다. 둘은 곧장 소리가 들려온 곳으로 달려가고, 광인들에게 끌려나오는 라나를 보게 된다. 두 사람은 즉시 떨어지라고 명령하지만, 광인들은 무시하고 라나를 공격하기 시작한다. 둘은 광인들과 싸우게 되고, 사투 끝에 감염자들을 해치운 알렉은 지체 없이 라나에게 트랜스바이스를 발사한다.
바로 라나가 끌려나온 집으로 들어간 마크&알렉은 지하실에서 트리나와 디디를 찾고, 마크는 트리나를 일으켜 세우려고 하지만 트리나는 그를 전혀 기억하지 못한다.
>"누구세요?"
> ㅡ 트리나, 지하실로 내려간 마크가 자신을 불렀을 때 전혀 모르는 표정으로
마크는 트리나를 설득해 겨우 일어나게 하고, 광인들이 공격해 내려오자 트리나가 마크 일행이 우리들(광인)을 구하러 왔다고 한다. 광인들이 길을 내주고, 마크는 일행의 선두에 서서 올라가기 시작한다. 거의 다 올라왔을 때 광인들이 갑자기 공격하기 시작하고, 마크는 광인들과 싸우는 도중 트랜스바이스를 빼앗겨버린다. 그걸 뺏은 광인은 무기를 손에 들고 천천히 맴을 돌며 춤을 추기 시작한다.(...) 겨우 집을 빠져나온 넷은 버그로 달려간다.
바로 버그로 올라탄 넷은 간식을 먹고, 마크는 단서를 찾기 위해 버그의 워크패드를 들여다보기 시작한다. 파일 중 "킬 오더"라는 파일을 열어본 마크는 플레어 바이러스가 연합정부의 인위적 인구조절을 위해 살포되었다는 것을 알게 되고, 너무 지쳤는지 그대로 잠이 들어버린다.

### 1년 전 이야기 (6)
마크는 트리나를 품에 안고 동굴 안에 누워 있다. 바깥에서는 폭풍우가 몰아치고, 안에서는 알렉의 코고는 소리가 들린다. 마크와 트리나는 잠시 동안 이야기를 나눈다.

### 본편 (7)
허탈해하며 조종실로 온 마크는 알렉이 심한 두통을 호소하며 문지방에 서 있는 것을 본다. 알렉은 지금 연합정부의 건물을 찾고 있으니 잠시 트리나와 디디를 보고 오라고 하고, 마크는 방으로 들어가는데, 두 사람이 껴안고 떨고 있는 것을 본다. 버그에 침입자가 있다는 것을 들은 마크는 트랜스바이스를 챙겨오고, 광인 세 사람이 트리나와 디디의 방에서 설치고 있는 것을 본 마크는 그들과 싸워 광인들을 죽이고 트리나와 디디를 데리고 조종실로 가기 시작한다. 그러던 중 위에서 갑자기 나타난 광인에게 트랜스바이스를 빼앗긴다.
난기류에 휘말린 버그가 흔들리고, 디디가 놀라서 바깥으로 도망치자 마크가 쫓아 나가게 되고, 아까 그 광인이 디디를 트랜스바이스로 겨누고 있는 것을 보게 된다. 광증 때문에 에너지가 순간적으로 폭발한 마크는 광인을 제압해 깨진 창문 밖으로 던지려고 하지만, 자신도 같이 끌려나가게 되고, 청소할 때 쓰는 사다리를 타고 내려가 광인을 추진기로 떨어트린다.
애슈빌에 거의 도착한 버그. 브루스의 반란군도 거의 도착한 상태다. 알렉은 정부 건물 앞에 버그를 착륙시키고, 마크와 트리나가 디디를 데리고 건물로 들어간다. 두 사람은 디디에게 쪽지를 건네고 평면 이동문으로 보낸다.
알렉의 버그가 건물에 충돌하고, 건물이 붕괴되기 시작한다. 점점 무너지는 건물 안에서 트리나가 마크에게 키스하고, 마크는 어릴 적부터 지금까지의 추억을 잡는다. 이 책에서 가장 슬픈 장면.

### 에필로그
마크, 트리나, 알렉이 사망하고 약 2년 뒤, 토머스의 집이 잠깐 등장한다. 사악 사람들이 들어와 토머스(사악 연구원(?)이 "전구를 누가 발명했는지 알지? 그런 의미에서 이 아이를 토머스라고 불러야겠어."라고 하며, 실명은 피버 코드에서야 나온다.)를 데려간다.

### 에필로그 뒷 이야기
작가의 말 뒤에 위치한 장.
테리사가 오랜만에 등장한다. 소설의 중반에서 잠시 언급됐던 래디나라는 연구원과 함께 토머스를 만나러 가며, 시련 과정과 미로 등을 설계했다는 언급이 등장한다. 그리고 토마스와 대화를 하는데,
>여기 오기 전에, 내 이름은 "디디"였어.
즉 디디=테리사인 것이다.

## 영화화
계획은 있으나 아직까지 자세히 알려진 소식은 없다. 하지만 플레어 바이러스의 기원을 생각하면 나올 수 밖에 없지만 시나리오가 많이 바뀌어버린 메이즈 러너: 스코치 트라이얼로 인해 메이즈 러너: 데스 큐어의 시나리오에 따라서 영화의 소식이 나올 수 있다.